# Josep Valle i Mas
Josep Valle i Mas (Oliete, 13 de novembre de 1918 - Barcelona, 31 de desembre de 2005) fou un futbolista català, nascut a l'Aragó, dels anys 1930 i 1940.

## Trajectòria
Malgrat el fet que els seus pares ja residissin a la ciutat de Barcelona, aquests van voler que Josep Valle fos nat a Oliete, Aragó. Fou, per tant, a Barcelona on va créixer i es formà, humanament i futbolística.
Començà a jugar a futbol a l'equip del seu col·legi, La Salle Bonanova de Sarrià, passant el 1929, amb 12 anys, al Vilacortens. L'any 1935 debutà amb la UE Sants, als 17 anys, però amb l'inici de la guerra civil espanyola fou cridat al front, i més tard capturat i internat en un camp de concentració a França. La temporada 1939-40 retornà al seu antic club, el Sants. L'antic jugador de Sants i Barça Agustí Sancho recomanà Valle pel FC Barcelona, club on debutà el 23 de juny de 1940 en un partit amistós a Les Corts en el qual el Barcelona vencé el Donostia FC per 6 a 2.
Al Barcelona jugà durant vuit temporades entre 1940 i 1948 disputant 141 partits i marcant 49 gols. En el seu palmarès hi destaquen dues lligues i una copa. Un cop deixà el club blaugrana continuà jugant a diversos clubs catalans, el CF Badalona, la UE Sant Andreu i el Palamós CF, on es retirà. A continuació fou entrenador de diversos clubs catalans i balears, UA Horta, UE Sant Andreu (1954-1957), CE Constància d'Inca (Mallorca) i UE Maó.
Les lesions li van impedir jugar amb la selecció espanyola. En canvi fou internacional amb Catalunya en dos partits davant Castella i el País Valencià que guanyà Catalunya a domicili per 1-5 i 3-4.
Fou un dels principals impulsos de l'Agrupació de Veterans del FC Barcelona, essent conegut com "l'Àngel de la guarda", i on realitzà una gran tasca de recerca dels antics jugadors del club.

## Palmarès
FC Barcelona
- Lliga espanyola: 2
  - 1944-45, 1947-48
- Copa espanyola: 1
  - 1941-42
- Copa d'Or Argentina: 1
  - 1944-45
- Copa Eva Duarte de Perón: 1
  - 1947-48